# مشروع جبل عمر
مشروع جبل عمر هو أحد المشاريع الاستثمارية السكنية التي تقام حالياً في مكة المكرمة، يقام هذا المشروع فوق جبل عمر في الاتجاه الغربي من المسجد الحرام، ويغطي مساحة تبلغ حوالي 230000 متر مربع ويحد الموقع شرقا شارع إبراهيم الخليل والذي يلتف شمالا ليصبح أم القرى. ويهدف هذا المشروع إلى تعمير المناطق المطلة على الحرم بمكة المكرمة. وتملك العقارات المطلة على الحرم وتطويرها وإدارتها واستثمارها وتأجيرها. وتنفيذ كافة الأعمال الهندسية والمعمارية اللازمة للمسح والتشييد والبناء والصيانة والهدم. وتوفير المساحات السكنية والتجارية الملائمة مع ما تتطلبه من مرافق وخدمات. وتحقيق عائد أعلى للعقارات المحيطة بمنطقة المشروع.

## الوضع الحالي للمنطقة
يتصف الوضع العمراني الحالي بنمط نمو عضوي من مجموع من الأبنية القديمة. وقد أدت طبوغرافية الموقع المنحدر إلي عزلة عن شبكة الطرق الرئيسية والمرافق العامة. وشيدت 15 % من أبنية الموقع على مساحات أفقية في حين شيدت 85 % المتبقية على منحدرات. تبلغ الكثافة السكانية المعتمدة في دراسة المشروع 1500 شخص بالهكتار. الاستخدام الفندقي نسبة 45% من العدد الإجمالي للأشخاص نصيب الفرد 35 م2، الإسكان الدائم 15% من العدد الإجمالي للأشخاص نصيب الفرد 6 م2، الإسكان الموسمي 40% من العدد الإجمالي للأشخاص نصيب الفرد 16 م2، تبلغ إجمالي مساحة الاستخدام التجاري حوالي 152.000 م2، إجمالي عدد مواقف السيارات العامة والخاصة من 8000 إلى 11.000 م2،وتبلغ المساحة المستغلة 119.500 متر مربع وتمثل 52% من إجمالي مساحة الأرض.
- المساحات المخصصة للمرافق العامة والخدمات 110.500 متر مربع ما يمثل 48 % من المساحة الإجمالية للمشروع وهي:

1. المساحات المتروكة لصالح تنفيذ لصالح توسعة شارع إبراهيم الخليل وشارع أم القرى وشارع دحلة الرشد: 8000 متر مربع.
2. المساحة المتروكة لصالح تنفيذ شارع الملك عبد العزيز للمشاة (الفلق): 12.000 متر مربع بالإضافة إلى أرصفة من الجانبين إجمالي مساحتها 3000 متر مربع.
3. مساحات مخصصة للدوائر الحكومية (مستشفى، مدرسة، الشرطة، الدفاع المدني، البلدية): 7500 متر مربع.
4. المصلى العام 15.000 متر مربع.
5. مساحة الشوارع الداخلية وممرات المشاة: 68.000 متر مربع.[2]

## المصلى العام
1. يتكون المصلى العام من 6 طوابق مغطاة ومكيفة بالكامل بمساحة تتسع لأكثر من 65.000 مصل.
2. تبلغ المساحة الإجمالية للمصليات الموجودة في الأبراج 63.750 متر مربع وتتسع لعدد 85.000 مصل.

## الغرف والوحدات السكنية
• إجمالي عدد الغرف والوحدات السكنية الموجودة في المشروع 15.000 غرفة منها 3000 غرفة جلوس وبقدرة استيعابية لن تزيد عن 36.000 شخص بمعدل 3 أشخاص في غرفة النوم الواحدة. وهو ما يمثل 1560 شخص للهكتار في أوقات الذروة.
- قامت شركة جبل عمر بصرف ما يقارب 830 مليون ريال على الدراسات والاستشارات الفنية والتصاميم الهندسية والتنفيذية للمشروع.
- استثمرت شركة جبل عمر مالا يقل عن 8 مليارات ريال في المرافق وأعمال البنية التحتية من مياه وصرف صحي ونقل عام في المنطقة المركزية.

## شركات المقاولات المنفذة للمشروع
ينفذ المشروع مقاولون أساسيون main contactors شركة نسما وشركاه للمقاولات.